# Municipio de Sinanché
El municipio de Sinanché es uno de los 106 municipios del estado mexicano de Yucatán. Su cabecera municipal es la localidad homónima de Sinanché.

## Toponimia
El nombre del municipio, Sinanché, proviene de la voz maya sina´an che´ en donde sina´an, significa escorpión y che es un árbol o una madera, por lo que esta palabra se podría entender como el árbol del escorpión o árbol con escorpiones.

## Colindancia

### Límites municipales
Tiene límites administrativos con los siguientes municipios y/o accidentes geográficos, según su ubicación:
|                                       | Norte: Golfo de México |              |
| Oeste: Telchac Puerto, Telchac Pueblo |                        | Este: Yobaín |
|                                       | Sur: Motul             |              |

## Datos históricos
- Antes de la llegada de los españoles la región en que se ubica el municipio de Sinanché formaba parte de la antigua provincia de Ceh Pech
- Declarada la Independencia de Yucatán y su incorporación al resto de México, Sinanché pasa a formar parte del Partido de la Costa, cuya cabecera era Izamal.
- En 1846 Sinanché se agrega al Partido de Motul,
- En 1918 se decreta la formación del municipio libre de Sinanché.

Cronología de Hechos Históricos
- 1919: El 7 de octubre, por decreto Núm. 675 la ranchería Petkanché se integró a Sinanché, dejando de pertenecer al municipio de Telchac Pueblo.

## Economía
Sinanché es un municipio costero y por tanto la pesca es una de sus actividades principales.
Está enclavado en la denominada zona henequenera del estado y su territorio se caracterizó por una alta productividad en el cultivo del henequén. Estuvo dotado de una planta desfibradora. Hasta la fecha conserva superficies sembradas del agave.
Se cultiva también el maíz y el frijol. Hay actividad pecuaria con ganado bovino.

## Atractivos turísticos
- Arquitectónicos: El palacio municipal en la cabecera
- El templo católico de San Buenaventura, construido en el siglo XVII.
- Fiestas populares: El 14 de julio se celebra a San Buenaventura, patrono del municipio. En esta ocasión se llevan a cabo procesiones, corridas de toros y vaquerías.